# Jean-Joseph-Jean-Baptiste Ferréol
Jean-Joseph-Jean-Baptiste Ferréol MEP (kor. 장조제프 페레올; ur. 27 grudnia 1808 w Cucuron, zm. 3 lutego 1853 w Seulu) – francuski duchowny rzymskokatolicki, misjonarz, wikariusz apostolski Korei.

## Biografia

### Prezbiteriat
Po kilku latach pracy jako kapłan archidiecezji awiniońskiej wstąpił do seminarium Towarzystwa Misji Zagranicznych w Paryżu. Po jego ukończeniu, 28 kwietnia 1839 wyjechał na misje do Chin. Początkowo został skierowany do Mandżurii i Liaodongu, jednak tamtejsi chrześcijanie odmówili przyjęcia go z obawy przed prześladowaniami. Następnie udał się do Mongolii.
14 sierpnia 1838 papież Grzegorz XVI mianował go koadiutorem wikariusza apostolskiego Korei oraz biskupem in partibus infidelium bellinejskim. Jednak ks. Ferréol nie przyjął wówczas sakry biskupiej, ani nie przybył do Korei.

### Episkopat
14 sierpnia 1843 został wikariuszem apostolskim Korei w miejsce uwięzionego i 21 września 1839 ściętego św. Wawrzyńca Imberta MEP. 31 grudnia 1843 przyjął sakrę biskupią z rąk wikariusza apostolskiego Liaodongu i Mandżurii Emmanuela Verrollesa MEP.
Pod koniec lipca 1845 roku udał się do Szanghaju, gdzie udzielił święceń prezbiteriatu Andrzejowi Kimowi - pierwszemu koreańskiemu księdzu katolickiemu, przyszłemu męczennikowi i świętemu. Wraz z nim oraz ks. Antonim Daveluy MEP wyruszył następnie drogą morską do Korei, gdzie dopłynął 12 października 1845. Następnie udał się do Seulu i rozpoczął rządy w wikariacie.
W 1846 ponownie wybuchły prześladowania chrześcijan, w których śmierć poniósł m.in. ks. Andrzej Kim. Bp Ferréol kontynuował prace misyjną w Seulu do swojej śmierci 3 lutego 1853. Wśród czterech pierwszych biskupów działających w Korei jako jedyny zmarł śmiercią naturalną.